# Marta Mendía
Pour les articles homonymes, voir Mendía et Valencia.
Marta Mendía Valencia, née le 18 mai 1975 à Burlada, est une athlète espagnole spécialiste du saut en hauteur. 
Elle a été finaliste en 2004 aux Championnats du monde en salle et aux Jeux olympiques sans jamais remporter une médaille. Par ailleurs, elle a détenu les records d'Espagne en plein air et en salle. Le premier avec 1,90 m en salle en 1999, qu'elle améliore en 2000 avec 1,93 m avant qu'il ne soit battu par Ruth Beitia mais également en plein air avec 1,94 m en 2001.

## Biographie
Elle est 13 fois Championne d'Espagne : 8 fois en plein air et 5 fois en salle, et a également remporté quatre titres chez les juniors et neuf chez les espoirs.

### Débuts
Marta Mendia a commencé l'athlétisme en 1988 à l'âge de 13 ans. Pour sa première année de saut en hauteur, elle s'élevait déjà à 1,60 m et était classée déjà vingt-troisième junior en Espagne alors qu'elle est en moyenne 5 ans plus jeune.
En 1994, elle participe aux Championnats du monde juniors de Lisbonne mais est éliminée en qualifications. Trois ans plus tard, elle prend la huitième place des Championnats d'Europe espoirs de Turku avec 1,80 m. Lors de la saison indoor suivante, elle bat le record d'Espagne en franchissant 1,90 m. Quelques semaines plus tard, elle se classe huitième des Championnats d'Europe en salle pour sa première participation à un concours international sénior. L'été qui suit, elle remporte la médaille de bronze des Championnats ibéro-américains avec un bond à 1,81 m puis se classe en 1999 sixième des Universiade.

### Au niveau mondial (2001)
Malgré une élimination aux mondiaux de 1999 et aux Jeux olympiques de 2000, Marta Mendia se qualifie pour une finale mondiale. Aux Championnats du monde en salle 2001, elle entre en finale et s'y classe dixième du concours avec 1,90 m, remportée par la Suédoise Kajsa Bergqvist (2,00 m). Une saison estivale moyenne l'empêche de défendre ses couleurs aux mondiaux d'Edmonton et elle est éliminée dès les qualifications.
En 2002, aucune de ses échéances ne porte ses fruits. Elle est éliminée aux deux Championnats d'Europe en se classant respectivement seizième et quatorzième des tours qualificatifs. Aux mondiaux de Paris en 2003, même revers : Mendia n'accède pas à la finale. 

## Palmarès

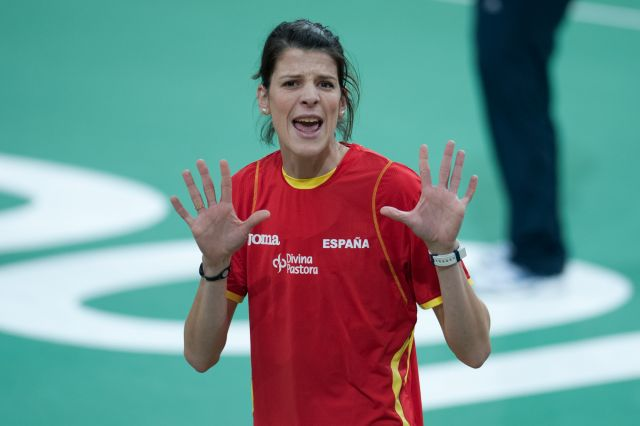
Ruth Beitia, sa plus grande rivale en Espagne

| Date | Compétition                    | Lieu              | Résultat | Marque |
| ---- | ------------------------------ | ----------------- | -------- | ------ |
| 1997 | Championnats d'Europe espoirs  | Turku             | 8e       | 1,80 m |
| 1998 | Championnats d'Europe en salle | Valence           | 8e       | 1,85 m |
| 1998 | Championnats ibéro-américains  | Lisbonne          | 3e       | 1,81 m |
| 1999 | Universiade                    | Palma de Majorque | 6e       | 1,88 m |
| 2000 | Championnats ibéro-américains  | Rio de Janeiro    | 2e       | 1,84 m |
| 2000 | Jeux olympiques                | Sydney            | qual.    | 1,89 m |
| 2001 | Championnats du monde en salle | Lisbonne          | 10e      | 1,90 m |
| 2002 | Championnats d'Europe en salle | Vienne            | qual.    | 1,84 m |
| 2002 | Championnats d'Europe          | Munich            | qual.    | 1,87 m |
| 2003 | Championnats du monde          | Paris             | qual.    | 1,91 m |
| 2004 | Championnats du monde en salle | Budapest          | 6e       | 1,94 m |
| 2004 | Jeux olympiques                | Athènes           | 10e      | 1,93 m |
| 2005 | Championnats d'Europe en salle | Madrid            | 4e       | 1,95 m |
| 2005 | Jeux méditerranéens            | Almería           | 3e       | 1,89 m |
| 2005 | Championnats du monde          | Helsinki          | qual.    | 1,88 m |
| 2006 | Championnats du monde en salle | Moscou            | qual.    | 1,93 m |
| 2006 | Championnats ibéro-américains  | Ponce             | 1re      | 1,84 m |
| 2006 | Championnats d'Europe          | Göteborg          | qual.    | 1,90 m |
| 2006 | DécaNation                     | Paris             | 3e       | 1,83 m |
| 2007 | Championnats d'Europe en salle | Birmingham        | 7e       | 1,87 m |
| 2007 | Championnats du monde          | Osaka             | qual.    | 1,88 m |

## Records
| Épreuve         | Épreuve      | Performance | Lieu                                 | Date                       |
| --------------- | ------------ | ----------- | ------------------------------------ | -------------------------- |
| Saut en hauteur | En plein air | 1,95 m      | Jerez de la Frontera Saint-Sébastien | 2 août 2003 3 juillet 2004 |
| Saut en hauteur | En salle     | 1,96 m      | Budapest                             | 6 mars 2004                |